# Living Buddha
Living Buddha is een Duitse documentairefilm van regisseur Clemens Kuby uit 1994. De film won de Bayerischer Filmpreis voor Beste Productie in 1995. Kuby werkte zeven jaar aan de film.

## Verhaal
In deze historische film krijgt dalai lama Tenzin Gyatso een voorspellende droom over de plek waar de zeventiende karmapa zou zijn wedergeboren. De plek wordt gekoppeld aan de vondst van een brief in een amulet die de zestiende karmapa voor zijn dood had gegeven aan een van zijn vier regenten, de twaalfde tai situ. Dan begint de zoektocht in Oost-Tibet naar de reïncarnatie en als ze aankomen bij het jongetje stemmen alle voortekenen overeen.
Orgyen Trinley wordt gewijd tot monnik in de Jokhang-tempel en gekroond als zeventiende karmapa in het traditionele karmapa-klooster Tsurphu. In 2000 vlucht hij op spectaculaire wijze naar India waar hij zijn verdere opleiding krijgt in de karma kagyü-traditie van het Tibetaans boeddhisme.

## Rolverdeling
| Acteur           | Personage |
| ---------------- | --------- |
| Willi Roebke     | verteller |
| Renate Schmidt   | verteller |
| Michael Habeck   | verteller |
| Oliver Kuby Kaye | verteller |

## Film op internet
- BOS, deel 1
- BOS, deel 2